# Johann David Jäncke
Johann David Jäncke (auch Jäncken, Jähncke, Jänke,  Pseudonym: Idirpus; * 9. März 1702 in Ravenstein, Hinterpommern; † 11. Juni 1752 in Alt Krakow, Hinterpommern) war ein deutscher lutherischer Theologe und Schriftsteller.
Jäncke entstammte einer hinterpommerschen bäuerlichen Familie; sein Vater war ein Frei- und Lehensschulze gewesen. Nachdem er die Schule in Reetz und das Collegium Groeningianum in Stargard in Pommern besucht hatte, studierte Jäncke Philosophie und Theologie an der Universität Halle, wo er ein Schüler von Daniel Strähler war, einem früheren Schüler und späteren Gegner Christian Wolffs. Jäncke wurde ein Anhänger Strählers und beteiligte sich an der Bekämpfung des Wolffianismus. Er publizierte auch unter dem  Pseudonym Irdipus. 1724 veröffentlichte er einen Abhandlung über die  Bedenken des Theologen Johann Franz Buddeus gegen die philosophischen Thesen Wolffs, jedoch ohne zuvor den Inhalt seiner Schrift mit  Buddeus abgestimmt zu haben, und geriet dadurch in Streitigkeiten. 1727 wurde er Konrektor und 1737 Rektor am Gymnasium von Köslin.  Wegen Zerwürfnissen an seiner Wirkungsstätte gab er diese Position auf und folgte einem Ruf als Diakon  der evangelischen Pfarrgemeinde der Stadt Rügenwalde, wo er 1744 zum Archidiakon befördert, 1747 jedoch wegen Streitsucht entlassen wurde. Später erhielt er eine Pfarrstelle in Alt Krakow, wo er mit vielköpfiger Familie und geringem Einkommen in ärmlichen Verhältnissen lebte, bis er in seinem 51. Lebensjahr verstarb.
Jäncke verfasste eine Reihe kleinerer Schriften theologischen, philosophischen und historischen Inhalts, u. a. auch eine Abhandlung über den alten Glauben der Pommern. Er war Mitarbeiter an Jöchers Gelehrten-Lexikon. Er hatte eine pommersche Gelehrten-Geschichte herausgeben wollen, wovon vor seinem Tod jedoch nur eine Lebensbeschreibung Johannes Bugenhagens erschienen war (Gelehrtes Pommerland, 1734). Diese Bugenhagen-Biographie wurde von Johann Carl Conrad Oelrichs um eine kurze Lebensbeschreibung des Verfassers und einige Ergänzungen  erweitert und 1757 nach seinem Tod  neu aufgelegt. Jäncke gab seine über Gelehrte Pommerns gesammelten Biographien an das Jöchersche Gelehrten-Lexikon weiter, wo diese mit der Signatur ‚Jæ.‘ gekennzeichnet sind.  Seine Beiträge dort sind teils unzutreffend und wurden von Historikern teils auch als parteiisch eingestuft.

## Werke (Auswahl)
- Herrn D. Buddei Bedencken über die Wolffianische Philosophie, 1724 (Volltext)
- Gelehrtes Pommer-Land, worin die Historie, sowohl aller in Pommern gebohrenen, als auch anderer in Pommern gestandenen oder verstorbener Gelehrten, die sich durch Schrifften bekandt gemacht haben, zum gemeinen Nutzen und Vergnügen mitgetheilt wird. Erster Tomus: Von denen gelehrten Theologis. Alten-Stettin 1734 (Volltext).
- Ausführliche und mit Urkunden versehene Lebensgeschichte Johann Bugenhagens, sonst auch D. Pommer genannt. Mit einer Vorrede und mit Zusätzen von  Johann Carl Conrad Oelrichs. Rostock und Wismar 1757 (Volltext).